# Valle de los Caídos

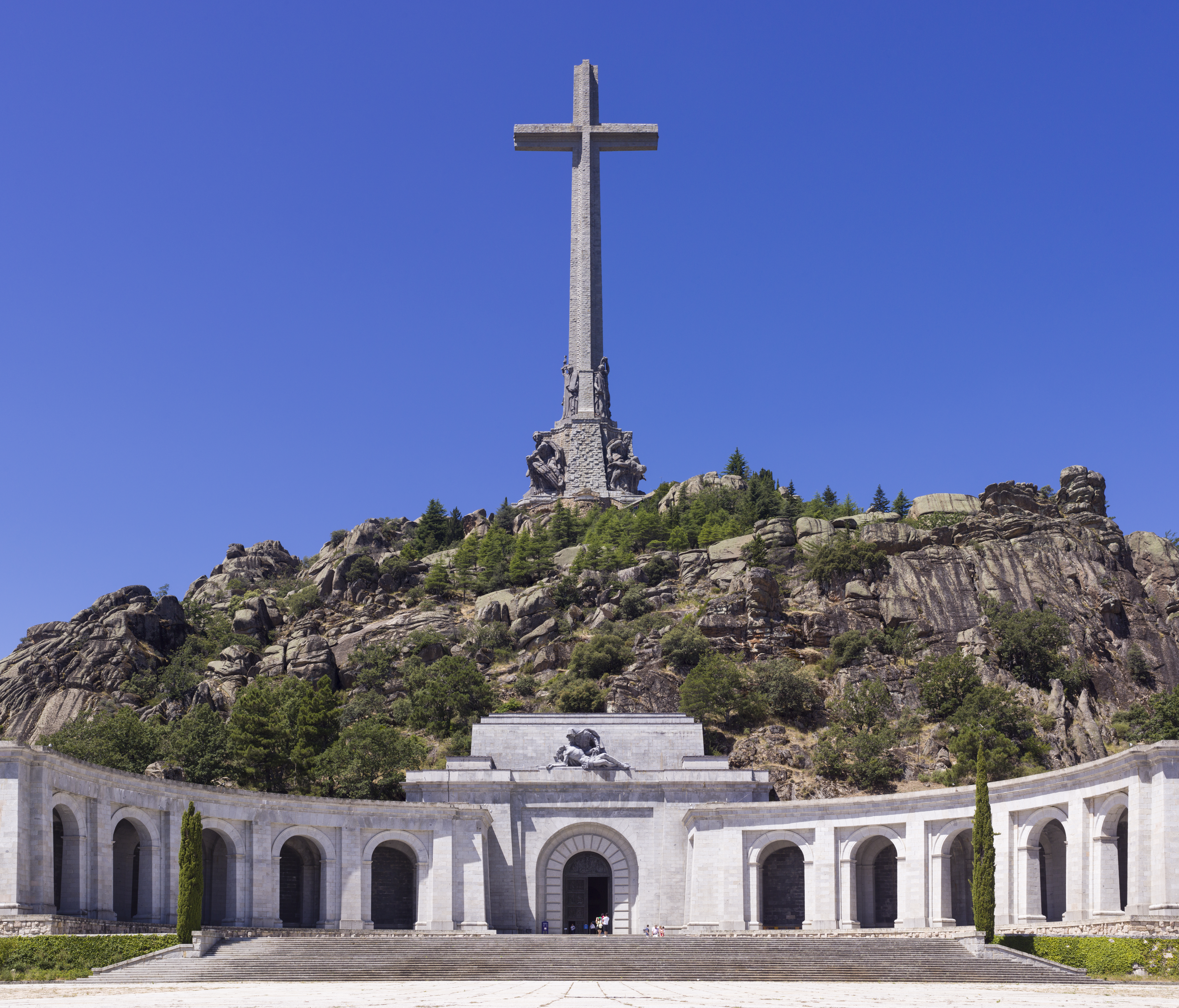
El Valle de los Caídos

Valle de los Caídos ("De stupades dal") eller Santa Cruz del Valle de los Caídos är ett monument som byggdes mellan 1940 och 1958 till minne av de stupade soldaterna under spanska inbördeskriget.
Monumentet är beläget i San Lorenzo de El Escorial, i Madrid (Spanien). Det ligger 9 km norr om Monasterio de El Escorial i Guadarramabergen, ovanför trakten kring Cuelgamuros. Anläggningen tillhör sedan 1957 Patrimonio Nacional (Nationella minnesmärken), samma år som det öppnades för allmänheten.
Francisco Franco beställde byggnaden och var begravd där till 2019 då hans kvarlevor flyttades. José Antonio Primo de Rivera, grundare av Falangistpartiet och  33 872 soldater från båda sidor i Spanska inbördeskriget är begravda här. Arbetet med byggnaden utfördes under Francos regim och till stor del av undernärda politiska fångar. Byggandet startades och utfördes under Spaniens ekonomiskt svåraste år i modern tid, direkt efter inbördeskriget, under andra världskriget och under den period efter kriget när ekonomin ännu inte fått draghjälp av amerikanska investeringar och lån. Det var också innan Spanien blev ett populärt turistland. Kritiker menar därför att byggnaden symboliserar Francos hänsynslöshet och fåfänga då kostnaden för monumentalbygget vid den tiden, både mänskligt och ekonomiskt, var fruktansvärt stor. Rent ekonomiskt lär det vid den tiden rört sig om omkring 1,5 miljarder kronor. Bygget anses av många vara ett sätt för Franco att skapa ett monument över sig själv och många betraktar byggnaden mindre som en kyrka än som diktatorns mausoleum över sig själv. Det kan, å andra sidan, också ses som ett steg mot försoning eftersom stupade från båda sidor i inbördeskriget ligger begravda där.

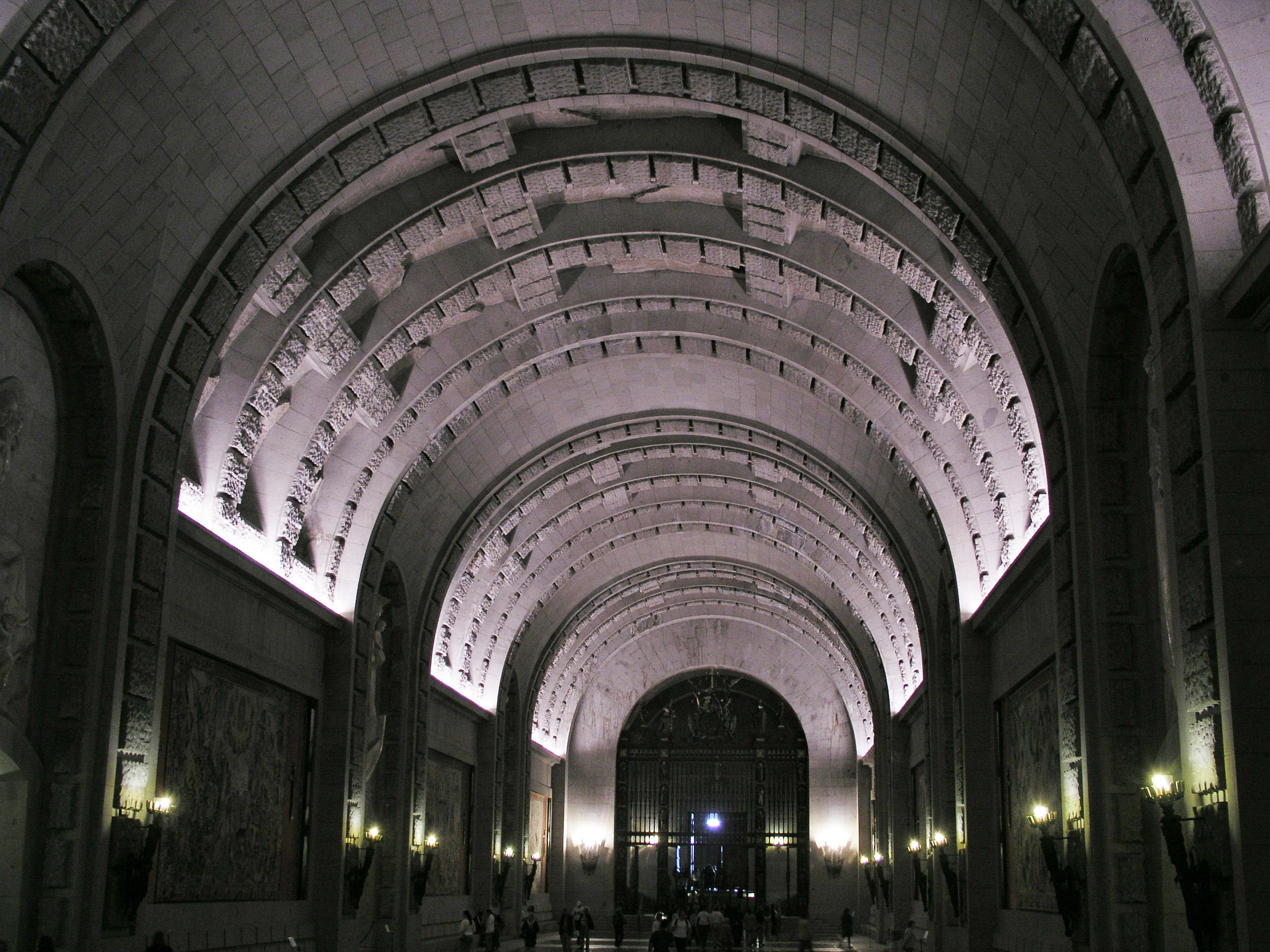
Kryptans mellersta skepp

I anläggningen finns ett benediktinerkloster, vilket man delvis byggt om till hotellanläggning för turister, en basilika insprängd i berget där Francos grav fanns tillsammans med Primo de Riveras och två kapell där militärer från båda sidor ligger begravda. Över basilikan är rest ett stort kors med en höjd av 150 meter, vilket kan ses från ett avstånd av 40 kilometer. Korset väger 181 740 ton och vid dess fot finns fyra skulpturer föreställande evangelisterna Markus, Matteus, Lukas och Johannes. Var och en av statyerna är höga som sexvåningshus.
Basilikan tjänstgör som församlingskyrka för boende i omgivningen.

## Beskrivning
Ingången till kryptan  (eller basilican) ligger vid torget. Kryptan sträcker sig 262 meter in i berget. För att bygga anläggningen forslades 200 000 kubikmeter sten bort. Porten, av brons, är ett verk av skulptören Carlos Ferreira. Där finns de 14 stationer för en korsvägsandakt representerade, också av samma konstnär är de två ärkeänglarna i förgården. Vid grinden som leder till kyrkoskeppet finns fyrtio helgon representerade med helgonet Santiago i mitten, Spaniens skyddshelgon. Skeppet är indelat i fyra delar, det finns sex kapell och på väggarna åtta flamländska gobelänger från 1400-talet, med ikonografiska motiv från Johannes Uppenbarelsebok.
Det stora altaret är gjort av polerad granit. Den har två gyllene reliefer i smidesjärn av José Espinós Alonso över bilder av Diego Mendez, som visar den heliga begravningen och den sista måltiden. Framför altaret står ett träkors av en med en Jesusskulptur, ett arbete av Beovides, målat av Ignacio Zuloaga. Bakom honom låg Francisco Francos grav och mitt emot José Antonio Primo de Riveras. Den inramas av fyra änglar av brons. Över altaret sträcker sig kupolen 42 meter i höjd och 40 meter i diameter, dekorerad med polykrom mosaik, ett verk av Santiago Padrós.
I änden av kyrkans kors är koret, med bänkar i skulpterat trä. På sidorna finns två kapell med resterna av cirka 40 000 som dog i striderna under spanska inbördeskriget, ungefär hälften på vardera sidan.

## Monumentet stängs
I november 2009, beordrade Patrimonio Nacional den kontroversiella stängningen av basilikan på obestämd tid, och anförde bevarandeskäl som också kan komma att påverka korset och några av skulpturerna. Dessa påståenden har besvarats av experter och av den religiösa församling som bor i komplexet, och har av några konservativa opinionsgrupper setts som trakasseri emot monumentet. År 2010, började man ”montera ned” Pietàskulpturen med hammare och tunga maskiner, vilket enligt Juan de Avalos-fonden kan resultera i oreparerbara skador på konstverket. Fonden har därför inlämnat flera stämningar mot den spanska regeringen. Flera jämförelser har gjorts mellan Pietàskulpturen och Buddhastatyerna i Bamiyan av liberala och konservativa grupper. Å andra sidan, har anhängare på regeringssidan försäkrat att denna process är rättvis mot socialister, kommunister och anarkister som stupat under Spanska inbördeskriget.
Efter parlamentsvalet i Spanien 2011 beslöt den konservativa  regeringen under Mariano Rajoy att öppna monumentet för allmänheten från 1 juli 2012.
Domstolen i staden San Lorenzo de El Escorial godkände 2016 en ansökan från Maria Purificacion Lapena, som bad om att få öppna sin farfars och hans brors grav för att kunna ge dem riktiga begravningar. De båda männen, som var medlemmar av en anarkistgrupp, dödades av Francos styrkor under inbördeskriget. De lades från början i en massgrav i Aragonien innan de grävdes upp, utan anhörigas godkännande. Sedan begravdes de i ”Valle de los Caídos”. Domstolens beslut är en stor seger för bland annat organisationen Arico, som länge arbetat med att få öppna gravar i monumentet och identifiera kropparna.
I september 2018 beslöt parlamentet att Francos kvarlevor skulle flyttas och den 29 oktober året efter flyttades de till kyrkogården Mingorrubio, där hans hustru är begravd.

## Bilder

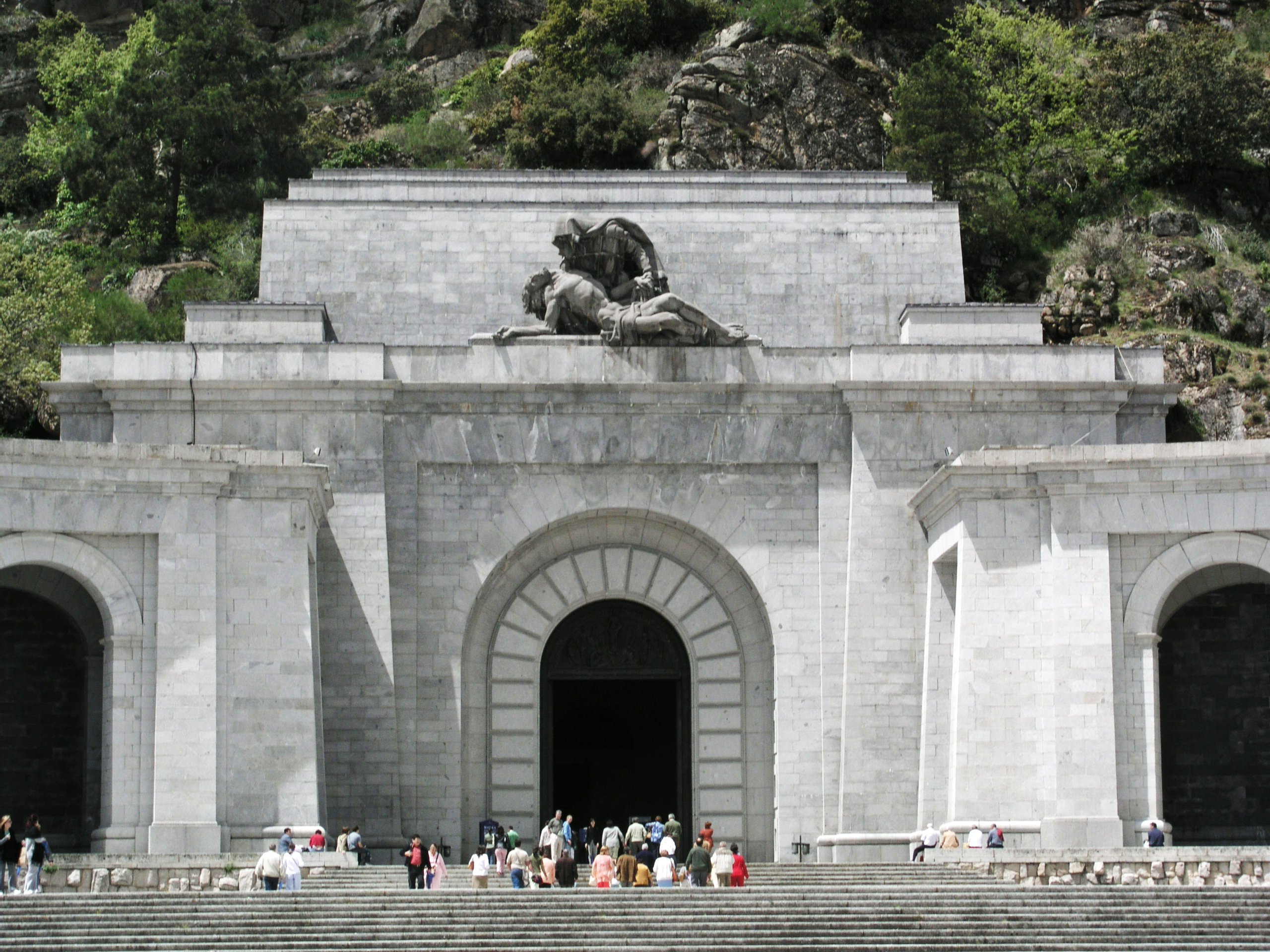
Ingången till kryptan.
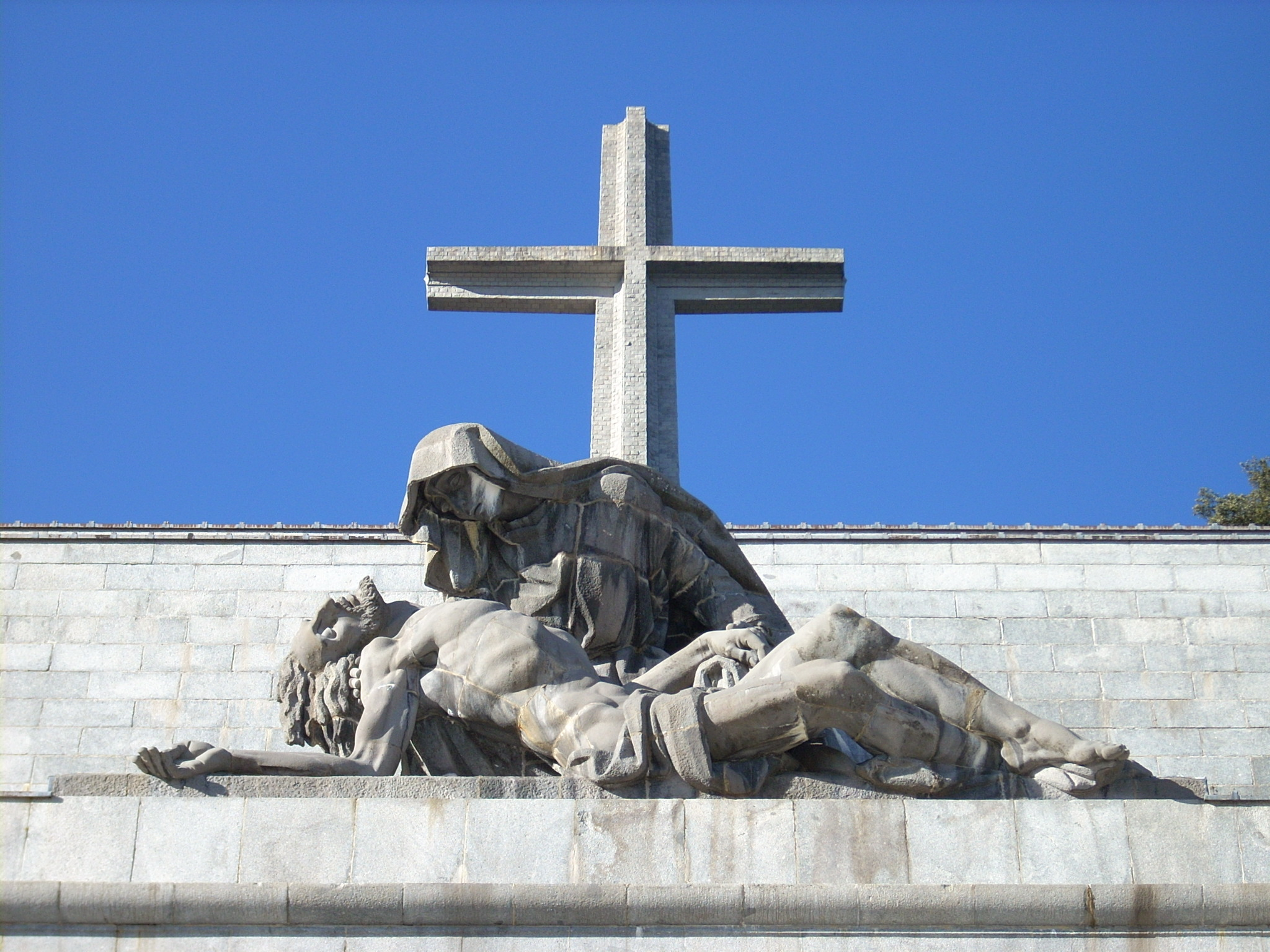
Pietàskulpturen av Juan de Ávalos.
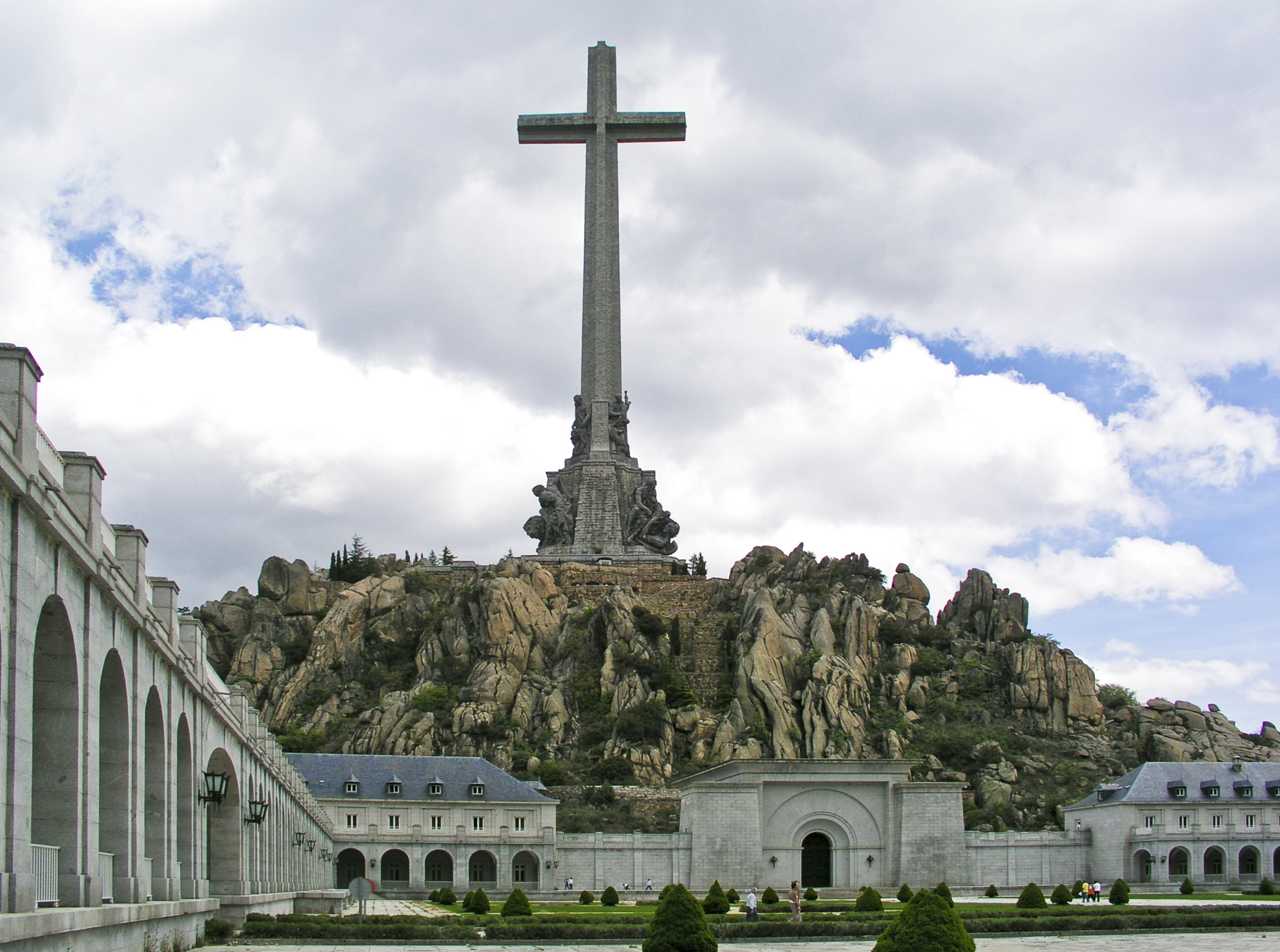
Norra sidan